# BT Monocerotis
BT Monocerotis eller Nova Monocerotis 1939 var en snabb nova i stjärnbilden  Enhörningen. Novan upptäcktes den 23 december 1939 av den amerikanske astronomen Fred Lawrence Whipple och den tyske astronomen Arno Arthur Wachmann. Den nådde magnitud +4,0 i maximum och avklingade sedan 3 magnituder på 36 dygn.  BT Monocerotis är också en förmörkelsevariabel, bestående av en primärstjärna som är vit dvärg och en stjärna i huvudserien som är G8-stjärna. Omloppsperioden är 0,33381379 dygn.